# بریژیت گاپه-دومون
بریژیت گاپه-دومون (فرانسوی: Brigitte Gapais-Dumont‎; ۲۵ آوریل ۱۹۴۴ – ۲۹ نوامبر ۲۰۱۸) شمشیرباز اهل فرانسه بود.
وی در مسابقات کشوری و بین‌المللی در مجموع برندهٔ ۱ مدال نقره شده‌است.